# Triumfetta grandidens
Triumfetta grandidens là một loài thực vật có hoa trong họ Cẩm quỳ. Loài này được Hance miêu tả khoa học đầu tiên năm 1877.